# Хусейн, Моктар Мохамед
Шейх Моктар Мохамед Хусейн (сомал. Sheekh Mukhtaar Maxamed Xuseen; 1912, Худдур — 12 июня 2012, Найроби) — сомалийский государственный и военный деятель. Исполняющий обязанности президента Сомали (1969).

## Биография
Обучался исламской теологии. Затем занялся бизнесом, открыв магазин в Худдуре.
В конце 1940-х годов вступил в Лигу молодых сомалийцев. В 1956 году от Лиги был избран в состав первого Законодательного Собрания, когда страна находилась под опекой Италии. Занимал должность заместителя министра юстиции, а затем — министра юстиции Подопечной территории Сомали.
После провозглашения независимости Сомали в 1960 году вошёл в состав Конституционного собрания. 
В 1965—1969 годах являлся спикером парламента Сомали, а после убийства президента Абдирашида Али Шермарка в течение нескольких дней исполнял обязанности главы государства. После государственного переворота во главе с Мохамедом Сиадом Барре наряду с видными деятелями гражданского правительства был помещён под домашний арест, однако затем был выпущен на свободу.
В 1969 году ушёл из политики и посвятил себя фермерскому хозяйству и изучению ислама.